# Machame Kusini
Machame Kusini è una circoscrizione rurale (rural ward) della Tanzania situata nel distretto di Hai, regione del Kilimangiaro. Conta una popolazione di 13 572 abitanti (censimento 2012).